# World Hard Court Championships
Il World Hard Court Championships (WHCC), molto spesso considerato il precursore dell'Open di Francia, è stato un torneo di tennis che si è giocato dal 1912 fino ai Giochi della VIII Olimpiade a Parigi in Francia. I campi utilizzati sono stati quelli in terra rossa dello Stade Français di Saint-Cloud, con la sola eccezione del 1922 quando il torneo si giocò al Royal Leopold Club di Bruxelles in Belgio. Questo torneo era aperto a tutti i giocatori dilettanti del mondo e faceva parte dei World Championships che avevano il privilegio di essere stati insigniti dalla ILTF del titolo di Major. Gli altri tornei della stessa categoria erano: il World Grass Court Championships di Wimbledon e il World Covered Court Championships giocato in varie parti del mondo. Gli U.S. Championships non facevano parte ufficialmente di questa categoria anche se ufficiosamente qualcuno lo inseriva tra i Major dell'epoca.
Il WHCC era aperto a tutti i giocatori di tutte le nazionalità a differenza del French Championships che fino al 1924 fu riservato ai soli cittadini francesi o comunque agli stranieri affiliati ad un club transalpino. Il French Championships a quei tempi si disputava in un location diversa: il Racing Club de France di Parigi.
Il WHCC non fu disputato nel 1924, quando Parigi ospitò i Giochi olimpici, e il torneo di tennis di quei giochi si disputò nel distretto di Colombes, quartiere alla periferia della città, che venne considerato come una sorta di campionato sostitutivo. Nel 1925 il torneo fu sospeso quando il Roland Garros fu aperto agli stranieri e disputato sui campi in terra rossa dello Stade Français (1925, 1927), che era stata la sede del WHCC e nel Racing Club de France (1926), che era la sede originaria del Campionato francese di tennis. Dal 1928 gli Internazionali di Francia si spostarono definitivamente allo Stade Roland Garros.

## Vincitori

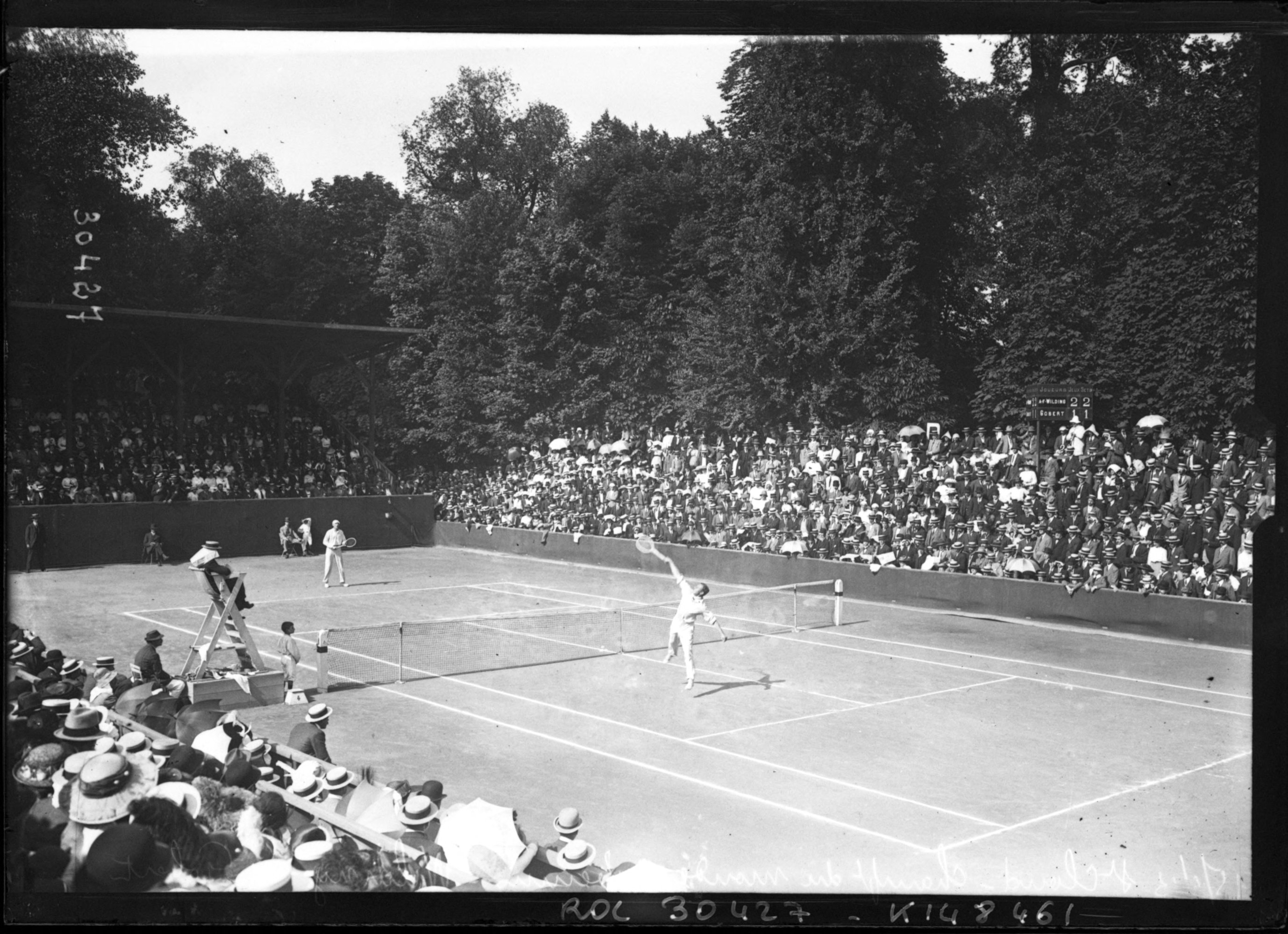
Finale del singolare maschile del World Hard Court Championships 1913 tra Anthony Wilding e André Gobert (15 giugno 1913)

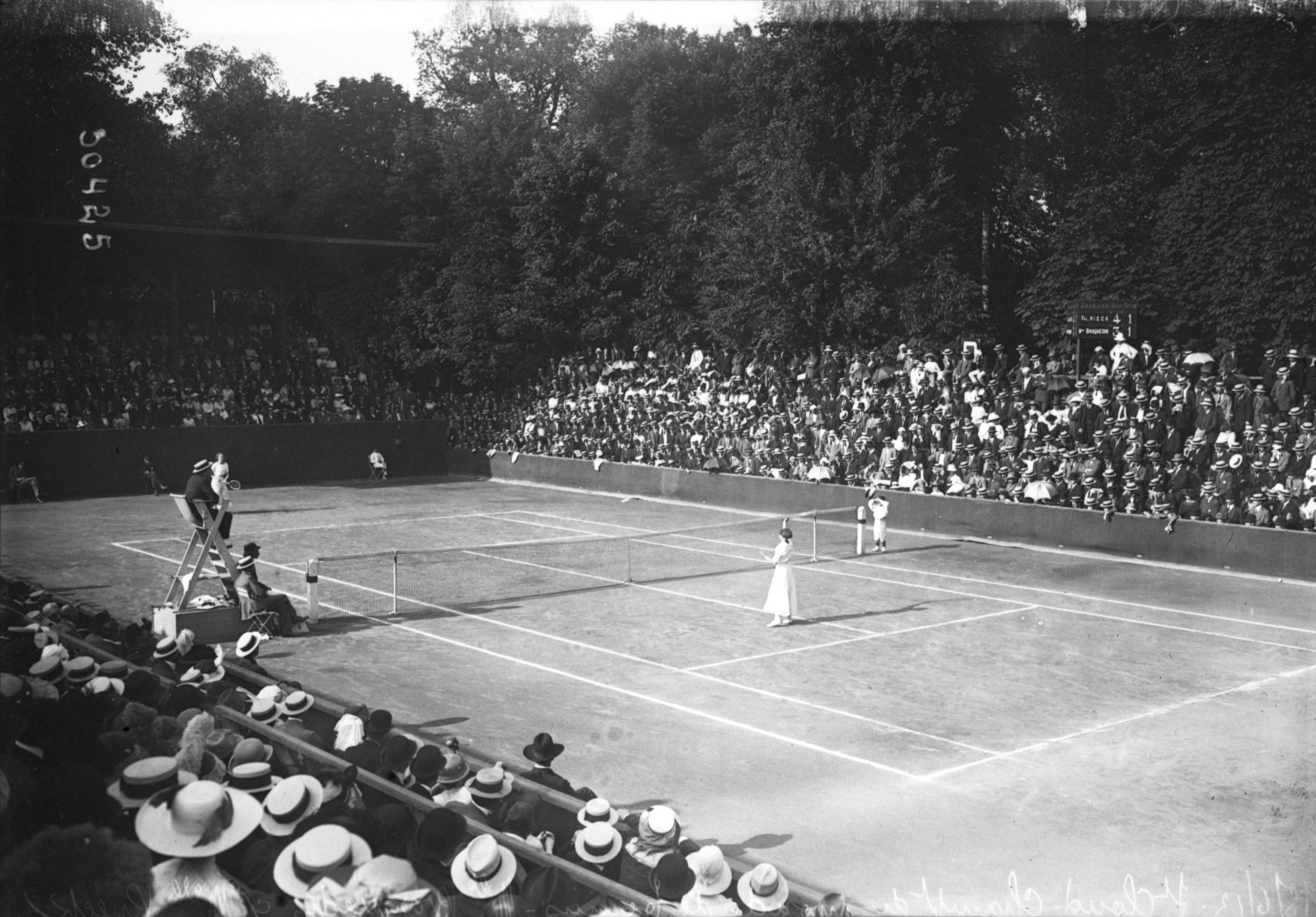
Finale del singolare maschile del World Hard Court Championships 1913 tra Mieken Rieck e Marguerite Brocquedis (15 giugno 1913)

### Singolare maschile
| Anno | Vincitore                             | Finalista                             | Punteggio                             | Sede                                  |
| ---- | ------------------------------------- | ------------------------------------- | ------------------------------------- | ------------------------------------- |
| 1912 | Otto Froitzheim                       | Oskar Kreuzer                         | 6–2, 7–5, 4–6, 7–5                    | Stade Français, Parigi                |
| 1913 | Anthony Wilding                       | André Gobert                          | 6–3, 6–3, 1–6, 6–4                    | Stade Français                        |
| 1914 | Anthony Wilding                       | Ludwig von Salm-Hoogstraeten          | 6–0, 6–2, 6–4                         | Stade Français                        |
| 1915 | non disputato – Prima guerra mondiale | non disputato – Prima guerra mondiale | non disputato – Prima guerra mondiale | non disputato – Prima guerra mondiale |
| 1916 | non disputato – Prima guerra mondiale | non disputato – Prima guerra mondiale | non disputato – Prima guerra mondiale | non disputato – Prima guerra mondiale |
| 1917 | non disputato – Prima guerra mondiale | non disputato – Prima guerra mondiale | non disputato – Prima guerra mondiale | non disputato – Prima guerra mondiale |
| 1918 | non disputato – Prima guerra mondiale | non disputato – Prima guerra mondiale | non disputato – Prima guerra mondiale | non disputato – Prima guerra mondiale |
| 1919 | non disputato – Prima guerra mondiale | non disputato – Prima guerra mondiale | non disputato – Prima guerra mondiale | non disputato – Prima guerra mondiale |
| 1920 | William Laurentz                      | André Gobert                          | 9–7, 6–2, 3–6, 6–2                    | Stade Français                        |
| 1921 | Bill Tilden                           | Jean Washer                           | 6–3, 6–3, 6–3                         | Stade Français                        |
| 1922 | Henri Cochet                          | Count de Gomar                        | 6–0, 2–6, 4–6, 6–1, 6–2               | Royal Leopold Club, Bruxelles         |
| 1923 | Bill Johnston                         | Jean Washer                           | 4–6, 6–2, 6–2, 4–6, 6–3               | Stade Français                        |
| 1924 | Non disputato – Giochi olimpici       |                                       |                                       |                                       |

### Singolare femminile
| Anno | Vincitore                             | Finalista                             | Punteggio                             | Sede                                  |
| ---- | ------------------------------------- | ------------------------------------- | ------------------------------------- | ------------------------------------- |
| 1912 | Marguerite Brocquedis                 | Mieken Rieck                          | 6–3, 0–6, 6–4                         | Stade Français, Parigi                |
| 1913 | Mieken Rieck                          | Marguerite Brocquedis                 | 6–4, 3–6, 6–4                         | Stade Français                        |
| 1914 | Suzanne Lenglen                       | Germaine Golding                      | 6–2, 6–1                              | Stade Français                        |
| 1915 | non disputato – Prima guerra mondiale | non disputato – Prima guerra mondiale | non disputato – Prima guerra mondiale | non disputato – Prima guerra mondiale |
| 1916 | non disputato – Prima guerra mondiale | non disputato – Prima guerra mondiale | non disputato – Prima guerra mondiale | non disputato – Prima guerra mondiale |
| 1917 | non disputato – Prima guerra mondiale | non disputato – Prima guerra mondiale | non disputato – Prima guerra mondiale | non disputato – Prima guerra mondiale |
| 1918 | non disputato – Prima guerra mondiale | non disputato – Prima guerra mondiale | non disputato – Prima guerra mondiale | non disputato – Prima guerra mondiale |
| 1919 | non disputato – Prima guerra mondiale | non disputato – Prima guerra mondiale | non disputato – Prima guerra mondiale | non disputato – Prima guerra mondiale |
| 1920 | Dorothy Holman                        | Francisca Subirana                    | 6–0, 7–5                              | Stade Français                        |
| 1921 | Suzanne Lenglen                       | Molla Mallory                         | 6–2, 6–3                              | Stade Français                        |
| 1922 | Suzanne Lenglen                       | Elizabeth Ryan                        | 6–3, 6–2                              | Royal Leopold Club, Bruxelles         |
| 1923 | Suzanne Lenglen                       | Kathleen McKane                       | 6–3, 6–3                              | Stade Français                        |
| 1924 | Non disputato – Giochi olimpici       |                                       |                                       |                                       |

### Doppio maschile
| Anno | Vincitrice                               | Finalista                             | Punteggio                             | Sede                                  |
| ---- | ---------------------------------------- | ------------------------------------- | ------------------------------------- | ------------------------------------- |
| 1912 | Otto Froitzheim Oskar Kreuzer            | Charles Winslow Harold Kitson         | 4–6, 6–2, 6–1, 6–3                    | Stade Français, Parigi                |
| 1913 | Heinrich Kleinschroth Moritz von Bissing | Otto Froitzheim Anthony Wilding       | 7–5, 0–6, 6–3, 8–6                    | Stade Français                        |
| 1914 | Max Décugis Maurice Germot               | Arthur Gore Algernon Kingscote        | 6–1, 11–9, 6–8, 6–2                   | Stade Français                        |
| 1915 | non disputato – Prima guerra mondiale    | non disputato – Prima guerra mondiale | non disputato – Prima guerra mondiale | non disputato – Prima guerra mondiale |
| 1916 | non disputato – Prima guerra mondiale    | non disputato – Prima guerra mondiale | non disputato – Prima guerra mondiale | non disputato – Prima guerra mondiale |
| 1917 | non disputato – Prima guerra mondiale    | non disputato – Prima guerra mondiale | non disputato – Prima guerra mondiale | non disputato – Prima guerra mondiale |
| 1918 | non disputato – Prima guerra mondiale    | non disputato – Prima guerra mondiale | non disputato – Prima guerra mondiale | non disputato – Prima guerra mondiale |
| 1919 | non disputato – Prima guerra mondiale    | non disputato – Prima guerra mondiale | non disputato – Prima guerra mondiale | non disputato – Prima guerra mondiale |
| 1920 | André Gobert William Laurentz            | Nicolae Mişu Cecil Blackbeard         | 6–4, 6–2, 6–1                         | Stade Français                        |
| 1921 | André Gobert William Laurentz            | Alain Gerbault Pierre Albaran         | 6–4, 6–2, 6–8, 6–2                    | Stade Français                        |
| 1922 | Jean Borotra Henri Cochet                | Nicolae Mişu Marcel Dupont            | 6–8, 6–1, 6–2, 6–3                    | Royal Leopold Club, Bruxelles         |
| 1923 | Jacques Brugnon Marcel Dupont            | Uberto De Morpurgo Leonce Aslangul    | 10–12, 3–6, 6–2, 6–3, 6–4             | Stade Français                        |
| 1924 | Non disputato – Giochi olimpici          |                                       |                                       |                                       |

### Doppio femminile
| Anno | Vincitrici                            | Finaliste                             | Punteggio                             | Sede                                  |
| ---- | ------------------------------------- | ------------------------------------- | ------------------------------------- | ------------------------------------- |
| 1912 | Doppio femminile non disputato        |                                       |                                       |                                       |
| 1913 | Doppio femminile non disputato        |                                       |                                       |                                       |
| 1914 | Suzanne Lenglen Elizabeth Ryan        | Blanche Amblard Suzanne Amblard       | 6–1, 6–1                              | Stade Français, Parigi                |
| 1915 | non disputato – Prima guerra mondiale | non disputato – Prima guerra mondiale | non disputato – Prima guerra mondiale | non disputato – Prima guerra mondiale |
| 1916 | non disputato – Prima guerra mondiale | non disputato – Prima guerra mondiale | non disputato – Prima guerra mondiale | non disputato – Prima guerra mondiale |
| 1917 | non disputato – Prima guerra mondiale | non disputato – Prima guerra mondiale | non disputato – Prima guerra mondiale | non disputato – Prima guerra mondiale |
| 1918 | non disputato – Prima guerra mondiale | non disputato – Prima guerra mondiale | non disputato – Prima guerra mondiale | non disputato – Prima guerra mondiale |
| 1919 | non disputato – Prima guerra mondiale | non disputato – Prima guerra mondiale | non disputato – Prima guerra mondiale | non disputato – Prima guerra mondiale |
| 1920 | Dorothy Holman Phyllis Satterthwaite  | Germaine Golding Jeanne Vaussard      | 6–3, 6–1                              | Stade Français                        |
| 1921 | Germaine Golding Suzanne Lenglen      | Dorothy Holman Irene Bowder           | 6–2, 6–2                              | Stade Français                        |
| 1922 | Suzanne Lenglen Elizabeth Ryan        | Winifred Beamish Kitty McKane         | 6–0, 6–4                              | Royal Leopold Club, Bruxelles         |
| 1923 | Winifred Beamish Kitty McKane         | Germaine Golding Suzanne Lenglen      | 6–2, 6–3                              | Stade Français                        |
| 1924 | Non disputato – Giochi olimpici       |                                       |                                       |                                       |

### Doppio misto
| Anno | Vincitori                             | Finalisti                                    | Punteggio                             | Sede                                  |
| ---- | ------------------------------------- | -------------------------------------------- | ------------------------------------- | ------------------------------------- |
| 1912 | Anne de Borman Max Décugis            | Mieken Rieck Heinrich Kleinschroth           | 6–4, 7–5                              | Stade Français, Parigi                |
| 1913 | Elizabeth Ryan Max Décugis            | Germaine Golding Anthony Wilding             | walkover                              | Stade Français                        |
| 1914 | Elizabeth Ryan Max Décugis            | Suzanne Lenglen Ludwig von Salm-Hoogstraeten | 6–3, 6–1                              | Stade Français                        |
| 1915 | non disputato – Prima guerra mondiale | non disputato – Prima guerra mondiale        | non disputato – Prima guerra mondiale | non disputato – Prima guerra mondiale |
| 1916 | non disputato – Prima guerra mondiale | non disputato – Prima guerra mondiale        | non disputato – Prima guerra mondiale | non disputato – Prima guerra mondiale |
| 1917 | non disputato – Prima guerra mondiale | non disputato – Prima guerra mondiale        | non disputato – Prima guerra mondiale | non disputato – Prima guerra mondiale |
| 1918 | non disputato – Prima guerra mondiale | non disputato – Prima guerra mondiale        | non disputato – Prima guerra mondiale | non disputato – Prima guerra mondiale |
| 1919 | non disputato – Prima guerra mondiale | non disputato – Prima guerra mondiale        | non disputato – Prima guerra mondiale | non disputato – Prima guerra mondiale |
| 1920 | Germaine Golding William Laurentz     | Suzanne Amblard Max Décugis                  | walkover                              | Stade Français                        |
| 1921 | Suzanne Lenglen Max Décugis           | Germaine Golding William Laurentz            | 6–3, 6–2                              | Stade Français                        |
| 1922 | Suzanne Lenglen Henri Cochet          | Winifred Beamish John Gilbert                | 6–4, 4–6, 6–0                         | Royal Leopold Club, Bruxelles         |
| 1923 | Suzanne Lenglen Henri Cochet          | Kitty McKane John Gilbert                    | 6–2, 10–8                             | Stade Français                        |
| 1924 | Non disputato – Giochi olimpici       |                                              |                                       |                                       |